# 世界首都ゲルマニア

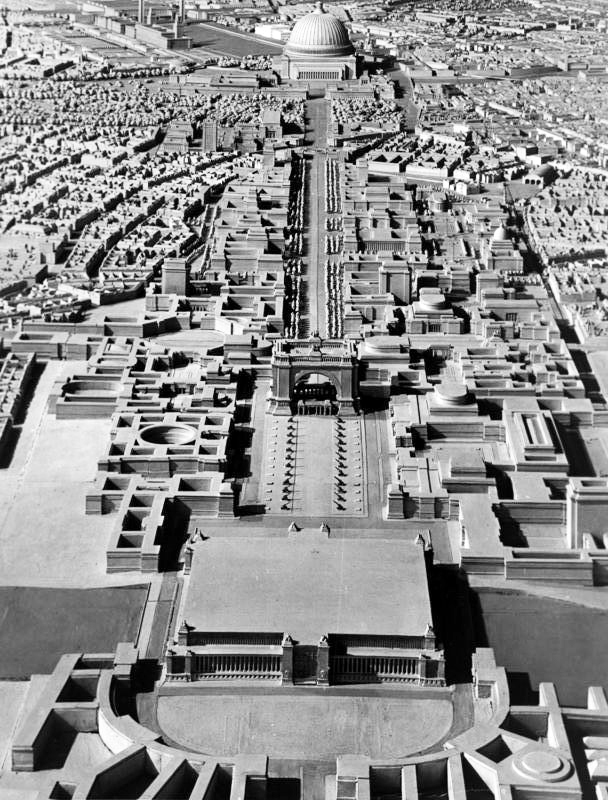
世界首都ゲルマニアの模型
_{南の中央駅から北を望む。途中の門が凱旋門で、二本のメインストリート交差地点の北向かいにフォルクスハレが建つ。}

世界首都ゲルマニア（せかいしゅとゲルマニア、ドイツ語: Welthauptstadt Germania）とは、ドイツ首都ベルリンが広く国内外で「世界の首都」と讃えられるよう、アドルフ・ヒトラーがグランド・デザインを考え、建築家アルベルト・シュペーアが細部デザインを任された都市改造構想である。戦時下であっても土地収用や工事は並行して行われていた。

## 概要

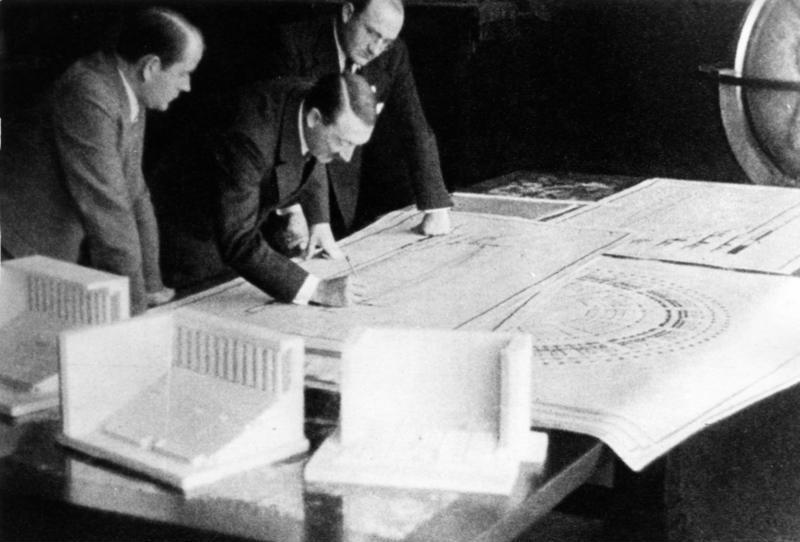
ゲルマニア計画ジオラマをアルベルト・シュペーアと共に眺めて細部を見直すアドルフ・ヒトラー

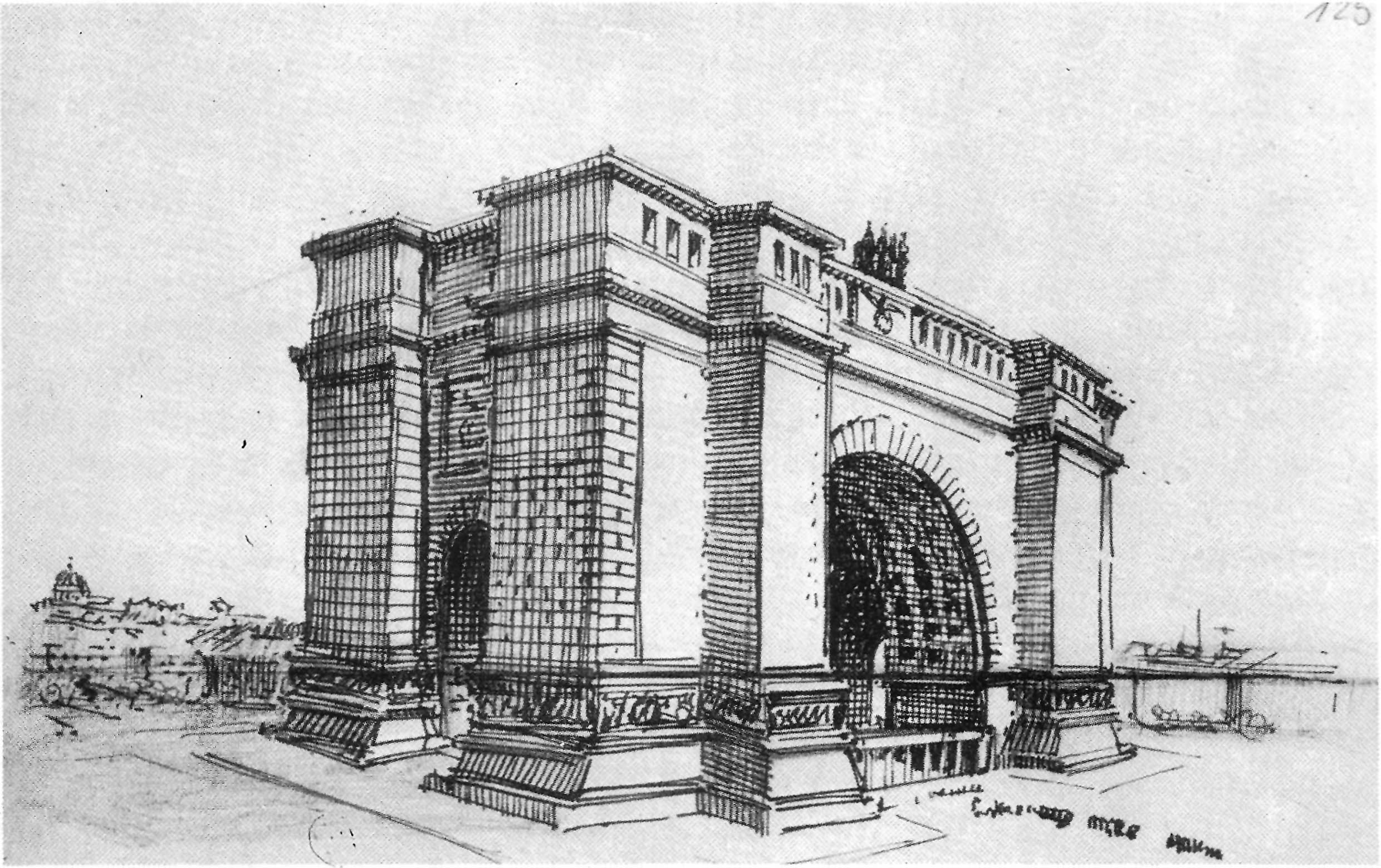
青年画家時代のヒトラーが1925年に描いた巨大凱旋門スケッチ画

小規模で設計・建造を進めながらも後に1933年にアルベルト・シュペーアが総合建設計画「ゲルマニア」(Germania) 計画として本格的に具体化設計・建設総指揮を担ったベルリン改造計画の名。欧州有数の大都会ながら建築の面では地方的であり見劣りのしたベルリンを、ロンドンやパリをしのぐ世界の首都にふさわしい外観と規模のものにしようとした大計画であった。シュペーアの回想録によれば、1941年6月の独ソ戦開始時点のヒトラーの考えでは、1945年に戦争に勝利した後、1950年に世界首都ゲルマニアを完成させて自身は引退する予定であったと記述されている。結局ごく一部が建設されたのみで敗戦を迎え、完成する事は無かった。

## 建設予算
計画初年である1939年より完成予定年である1950年までの11年間にて、年に国家予算の約4％にあたる5億マルク（即ち総額55億マルク）を拠出・資金投入する見積もりが立てられていたとされる。
膨大な支出に対する批判について、ベルリン市関係者に対しては既存首都再開発案とは別案（メクレンブルク遷都計画案）の存在も示唆して牽制を行なったり、或いは部分的に別名目化可能な工事には個別の財源から支出させる（例えばベルリン鉄道網再編成に関する工事はドイツ帝国鉄道予算から、交通整備に関する工事はベルリン市予算から）事で国家財源支出負担額を減らす等、問題化を避ける方策を実行している。フリードリヒ通りに取って代わる新たな南北縦貫メインストリートについても建設予定地の大半は比較的地価が低く、沿道に社屋建設を望んでいた企業からも支持された。
それでも閣内不一致覚悟で反対の姿勢を崩さないルートヴィヒ・シュヴェリン・フォン・クロージク蔵相に対しては、「大蔵大臣には、この建築が（将来のドイツ）国家にとってどんなに凄い（観光収入）財源になるか分からないのだ。ルートヴィヒ2世はどうだ。城（ノイシュヴァンシュタイン城）の建設費で常識はずれの浪費家と言われた（詳細は「ルートヴィヒ2世の精神病について」参照の事）が、外国人の大部分はそれがあるからバヴァリア（バイエルン州）に来るではないか」とヒトラーが反論し、一蹴されている。

## 幻に終わった建造物

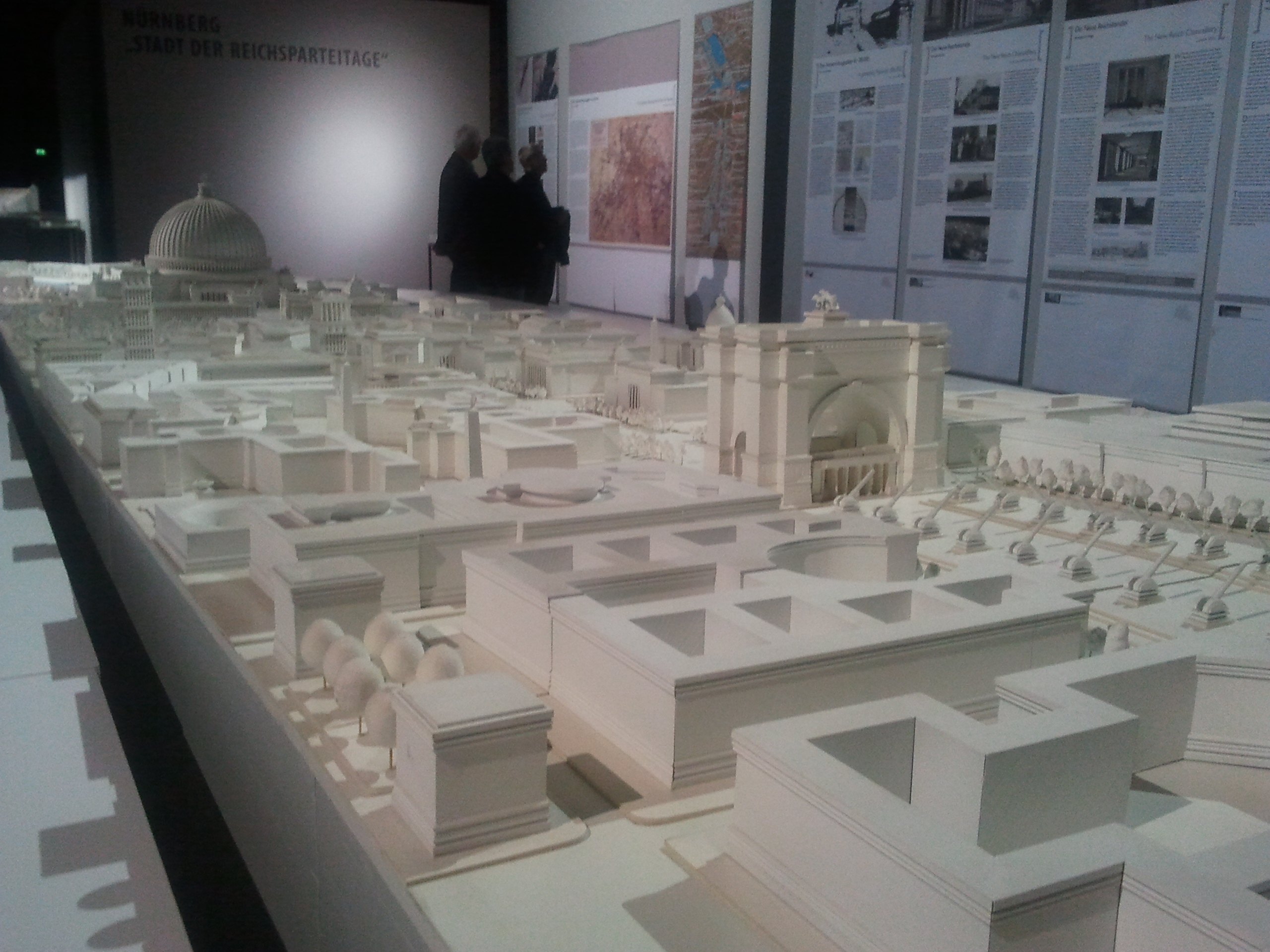
世界首都ゲルマニアの模型（新南北縦貫メインストリート）

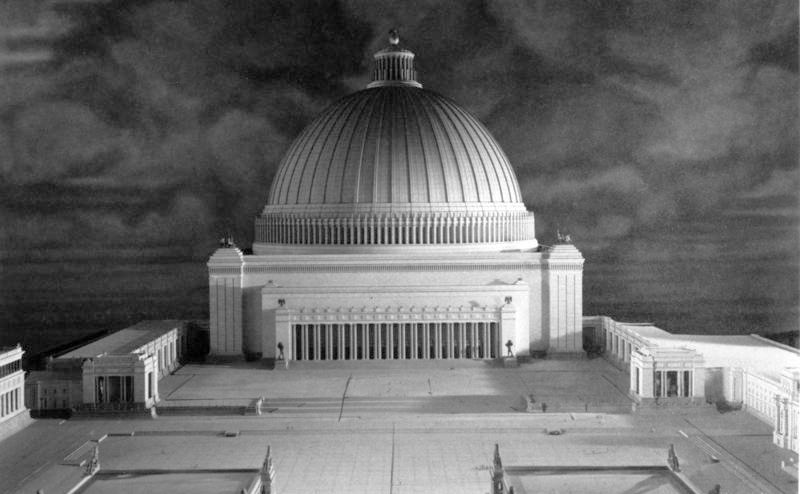
二本の大通りの交差地点北向かいに建つフォルクスハレ
_{ヒトラー自身のデザインをもとにしている}

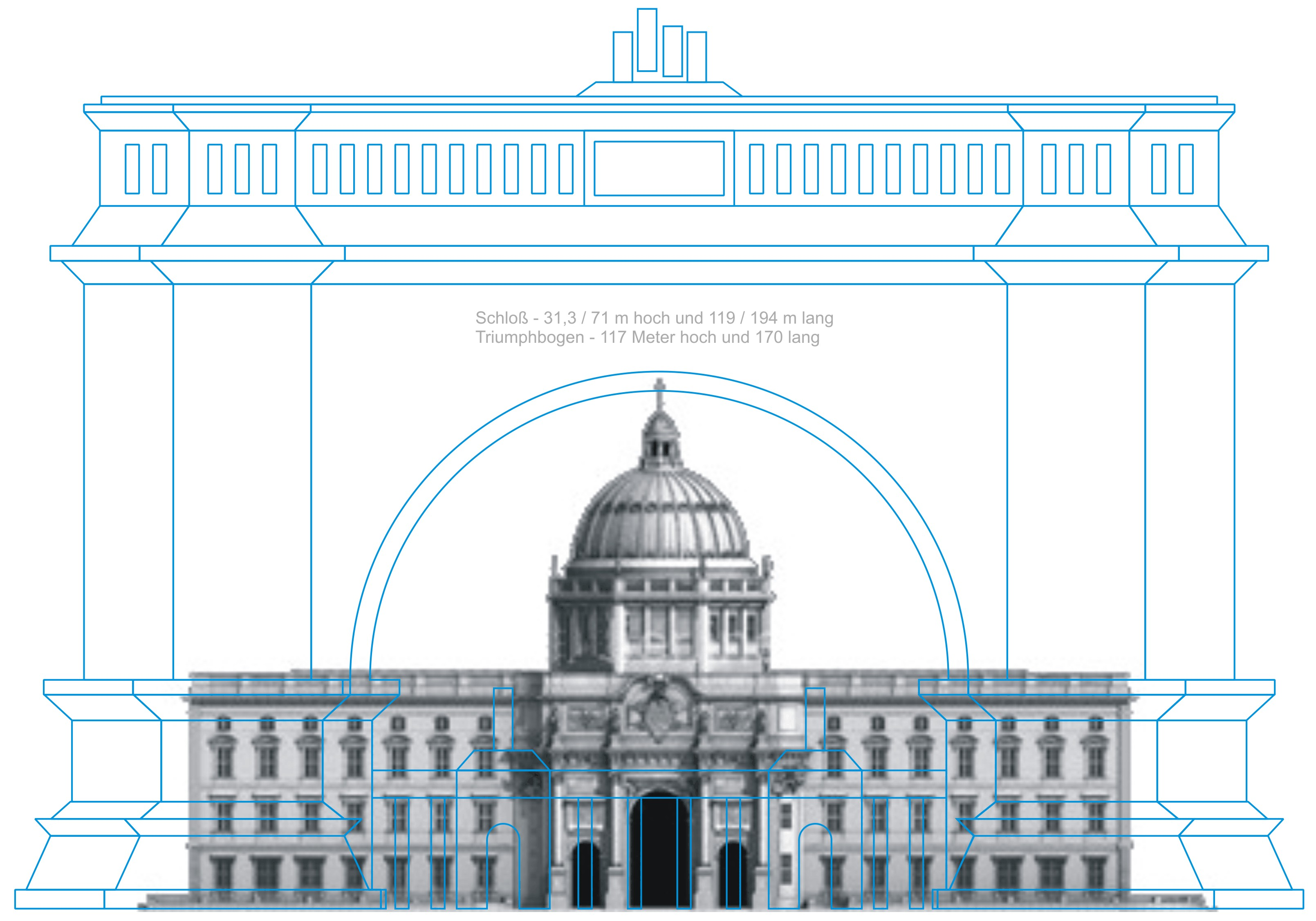
サイズ比較：国家中枢区画「凱旋門」と（凱旋門風正面ホールのある）ベルリン王宮

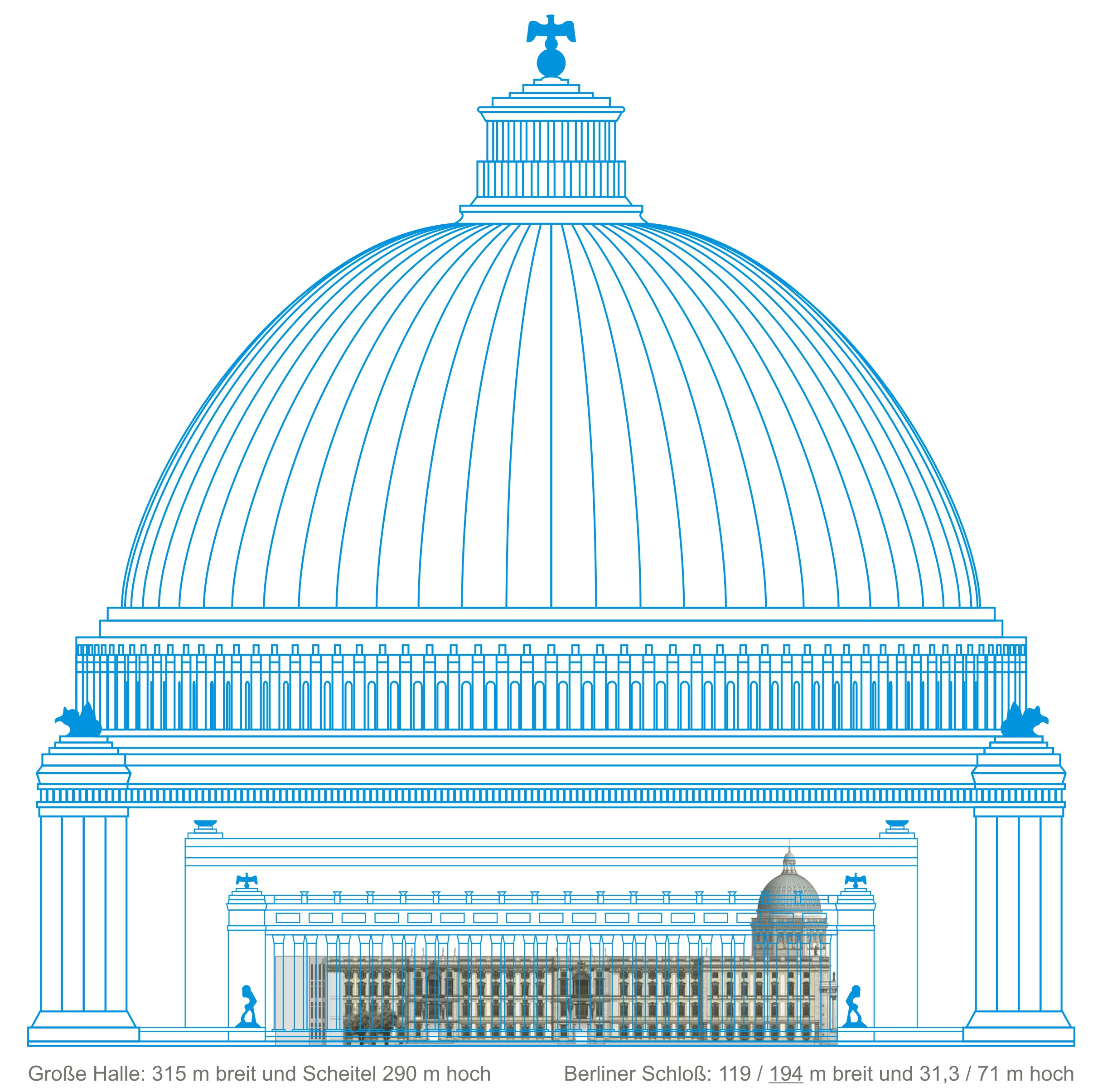
サイズ比較：フォルクス・ハレ「大ドーム」とベルリン王宮「大ホール」

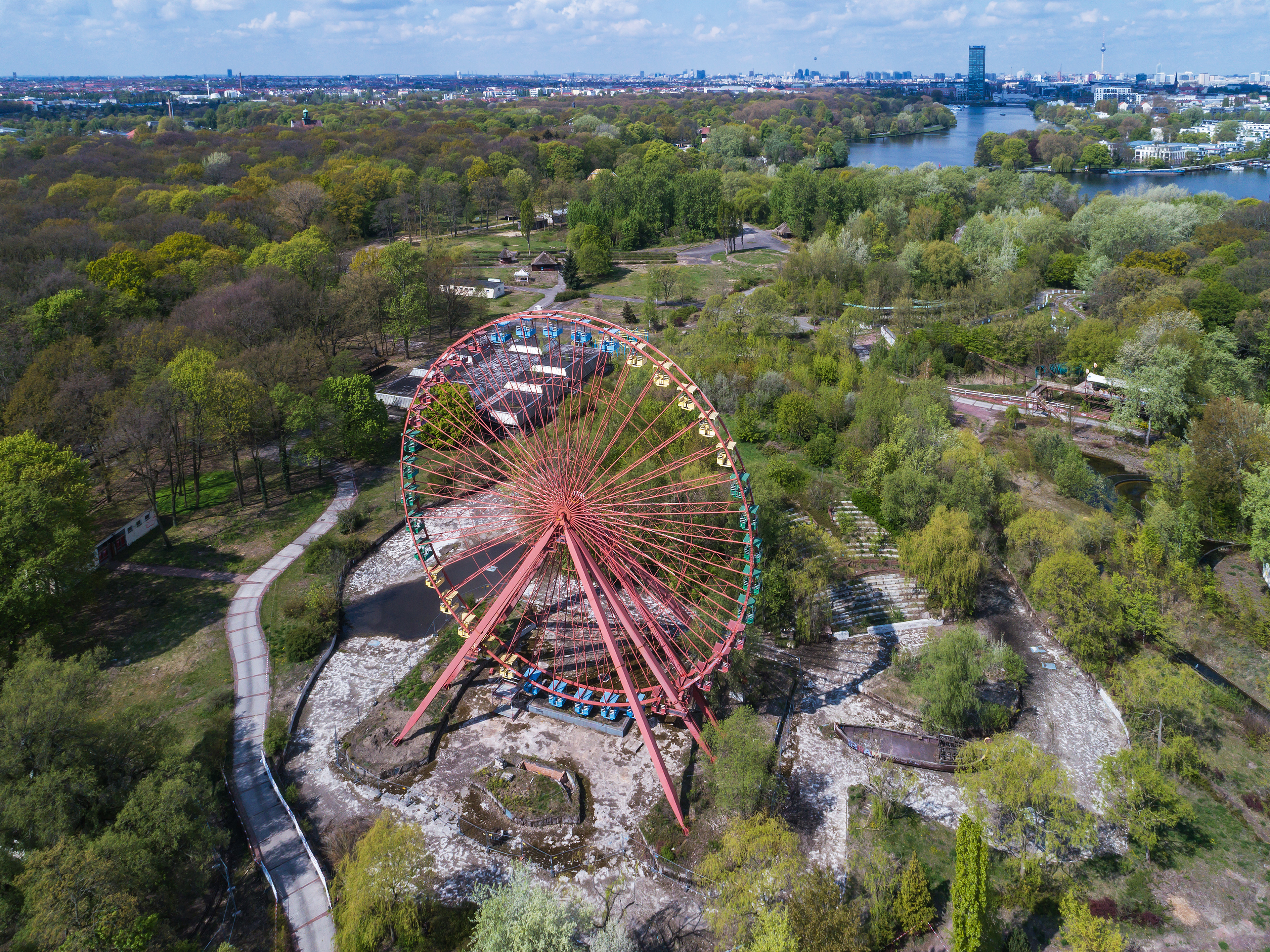
戦後、東ドイツにより（フォルクス・ハレ建設予定地であった敷地に）建設・開園、東西ドイツ統一後に民営化するも経営破綻・閉園した旧クルトゥアパーク・プレンターヴァルト（2017年4月）

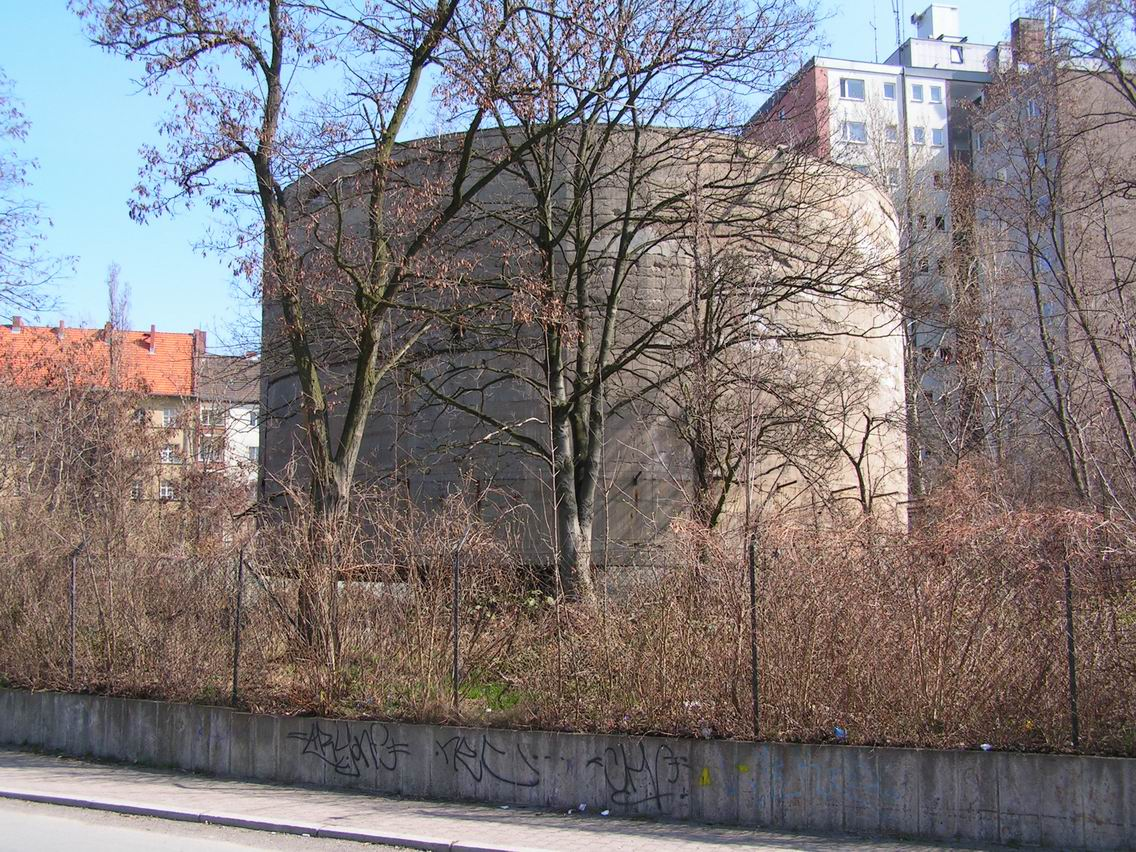
ベルリン市内に1941年頃に建てられたコンクリートの筒状構造体「Schwerbelastungskörper」（重負荷体）。ゲルマニア計画で建てられる巨大建築の重さにベルリンの土壌がどの程度耐えられるかの試験のために設置されたもの。

ベルリンでは19世紀に、市街地の外縁部に頭端式の終着駅が多数作られ、1877年にはこれらの路線を直結するベルリン環状線が完成、さらにベルリン中心部を東西に貫き、東側と西側のターミナル駅の間を高速で直結するベルリン市街線が1882年に完成した。道路交通でもウンター・デン・リンデンおよびシャルロッテンブルガー・ショセーが中心部を東西に貫いていた。しかしベルリン中心部を南北に貫く鉄道はなく、北のレールテ駅・ハンブルク駅と南のポツダム駅・アンハルト駅の間は接続されておらず、ベルリンを通過する南北交通は大周りの環状線を使うしかなかった。南北の道路も東西に比べれば貧弱であった。20世紀初頭からレールテ駅とポツダム駅を直結する鉄道（2006年に開業した南北長距離線に相当する）計画や、ティーアガルテンの東で市街地を南北に貫くベルリン南北軸の道路計画が浮かんでは消えていた。
新南北縦貫メインストリートと飛行場
それまでのベルリン南北縦貫メインストリートであるフリードリヒ通りに取って代わり、道幅120m ・南北5kmの道路とされた。後述するフォルクス・ハレより南方向に伸びるルートは、現在ティーアガルテン地下のトンネルで南北を貫く連邦道路96号線にほぼ近く（但し、無数の細かい蛇行や、途中で接しているラントヴェーア運河沿いに添って一旦大きく東に迂回する事は無く、幾何学的なまでに直線状の道路として）、旧テンペルホーフ空港ターミナルビルまで続く。フォルクス・ハレ以北部分については、北方向ではなく北西方向に折れる形で伸び、長方形型の巨大人工池を間に挟む形で（反対側である南端に配置されるテンペルホーフ空港に匹敵する巨大規模の）空港ビルまで続く。両空港飛行場を取り巻くように環状道路が6本、放射状道路が17本作られる様になっていた。

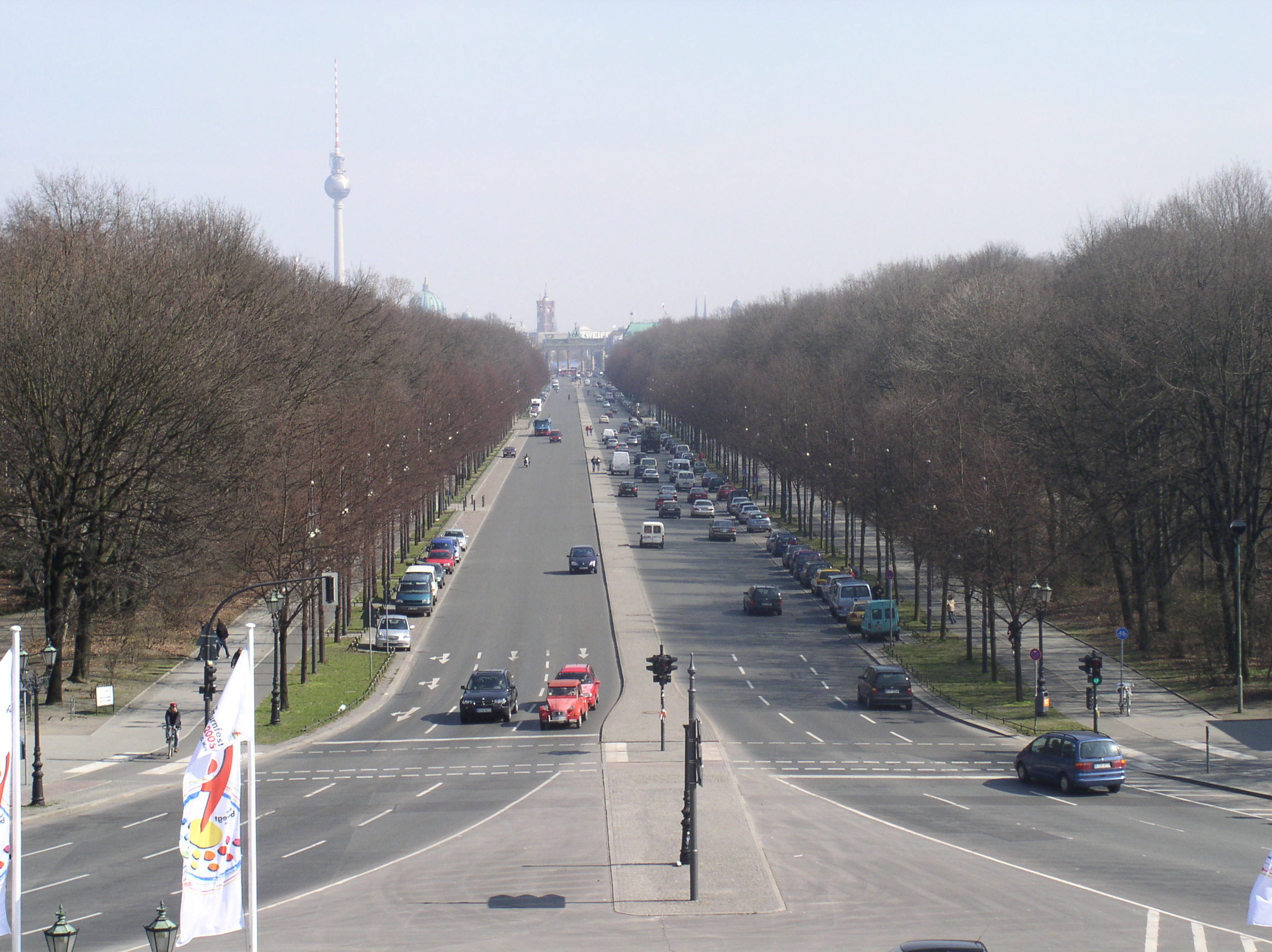
ゲルマニア計画では東西横断メインストリートの西半分となる予定であった現在の6月17日通り。奥に東半分となる予定であったウンター・デン・リンデンとの境界であるブランデンブルク門が見える。

東西横断メインストリート
旧来よりベルリンを東西1.4km・道幅60m に渡り横断していた（間にブランデンブルク門を挟み、一直線に繋がっている）二本の東西メインストリート（ウンター・デン・リンデンおよび（ティーアガルテン公園中央を横切る）シャルロッテンブルガー・ショセー(現：6月17日通り））を一体化。現在、ティーアガルテン公園中央ロータリーにある戦勝記念塔は、この整備計画の一環として、帝国議会（現：国会議事堂）前広場より移転された。前述の新南北縦貫メインストリートとは、ブランデンブルク門西手前およびフォルクス・ハレ南手前付近で十字路に交差する。
ベルリン中央駅
新南北縦貫メインストリートの出発点。後述している「ベルリン・テンペルホーフ国際空港」本館ターミナル建物の北方向向かいに立地（東西ドイツ統合後に造られた現ベルリン中央駅、および旧東ドイツ末期に「ベルリン中央駅」を名乗っていたベルリン東駅とは、立地場所など全く異なる）。プラットホームは上下4層あり、エレベーターとエスカレーターで行き来可能とした。
国家中枢区画
都市の南の端には総統宮殿と大理石の巨大な凱旋門がそびえ立つ。新メインストリートは凱旋門から始まる。11の政庁ビルがあり、2万人収容の映画館、1,500のベッド数を持つ21階建てホテルがある。
フォルクス・ハレ（別名「聖杯神殿」）(de:Große Halle)
新南北縦貫メインストリートの端（シュプレー川にノルトハーフェン川がT字状に繋がる地点および現：シュプレーボーゲン公園敷地地点）にはドーム型集会ホール「フォルクス・ハレ（邦訳：国民会議場）」が威容を誇る。1,200人の議席がある国会議事堂（当時の国会は議員席は580席で足りるが、ドイツとは異なる国籍を持ちドイツ国外に居住しているゲルマン系諸民族代表議員達も参加する事を展望していた）なども予定されていた。
クルトゥアパーク・プレンターヴァルト
1969年、フォルクス・ハレ建設予定地で開園した（東ドイツ唯一の）常設型遊園地テーマパーク。往時には年間170万人を集客していたが、1990年に旧西ドイツ実業家により民営化され、名称も「シュプレーパーク」に改名。1990年代後半には年間40万人まで集客が激減し、2001年に閉園（経営者はペルーに逃亡）。2011年5月下旬、ドイツ演劇団体「ヘッベル劇場」主催イベント「ルナパーク・ベルリン」の一貫として4日間期間限定で復活している。

## 完成部分

### 現存する建物（現在、閉鎖中の建物も含む）
- ベルリン・オリンピアシュタディオン（1936年完成）
- 航空省庁舎(de:Detlev-Rohwedder-Haus) - 途中から、ゲルマニア計画の一部に組み込まれる。現在は、連邦財務省ビル。
- 国民啓蒙・宣伝省庁舎 - 戦後は東ドイツ政府庁舎を経て、現在は連邦労働社会省が入居。
- ライヒスバンクビル - 東ドイツ時代は支配政党の社会主義統一党本部。現在は外務省の一部庁舎。
- ヘルマン・ゲーリング街 - 現在のゲルトルート・コルマー街。
- 戦勝記念塔 - 国会議事堂前の広場からティーアガルテン中央部へ移転。

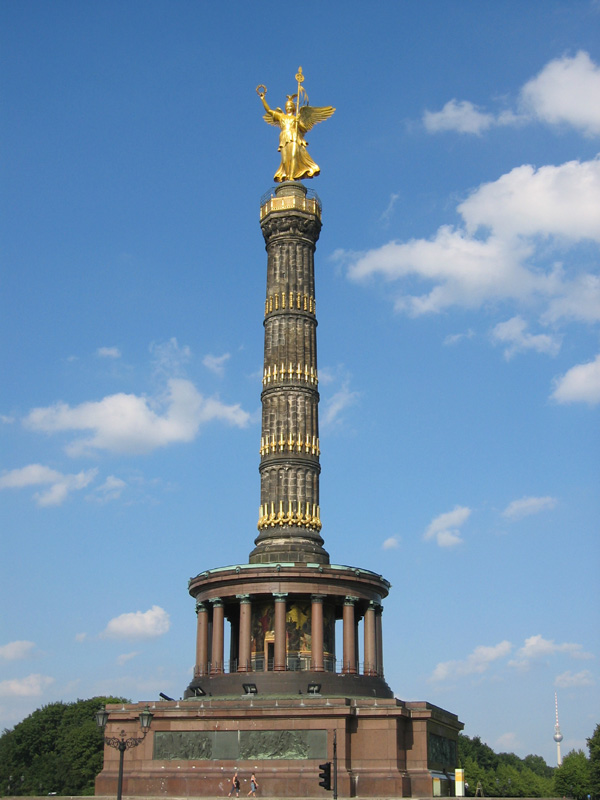
戦勝記念塔 (ベルリン)

- 在ドイツ日本大使館（1942年完成） - 戦後は西ドイツの首都がボンになったこともあり、長い間使用されずに放置されていた。1985年より壁面保存の形で修復されてベルリン日独センターとして使用後、首都機能のベルリンへの復帰に伴い、再度増改築の上で2001年より再び日本大使館として使用されている。
- テンペルホーフ空港公園（旧ベルリン・テンペルホーフ国際空港） - 本館ターミナル部分はゲルマニア計画に基づき設計（担当：エルンスト・ザーゲビール）・建築され、戦後から2008年10月31日の閉鎖までそのまま活用された。
- 在ドイツイタリア大使館（ドイツ語版）（1930年完成） - 1943年に閉鎖された後に長らく放置されていたが、修復を加えて2003年に再開。
- フェーアベリナー広場周辺のビル - オフィスビルに活用。

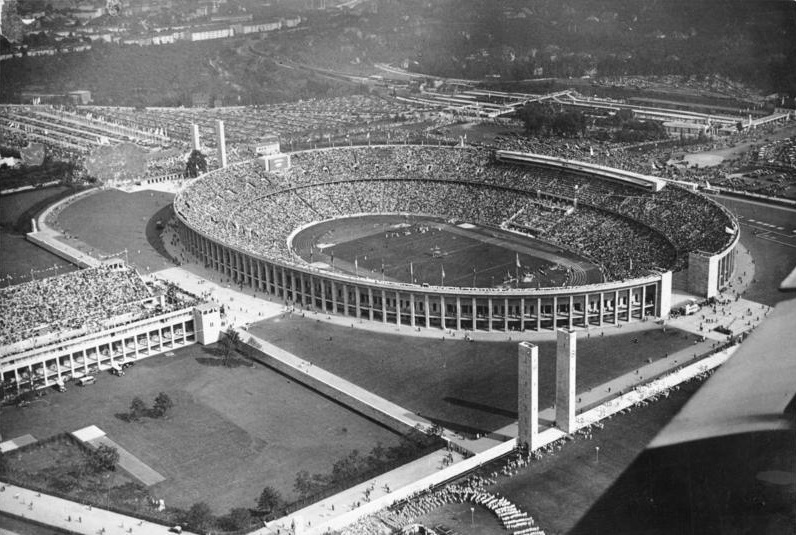
ベルリン・オリンピアシュタディオン
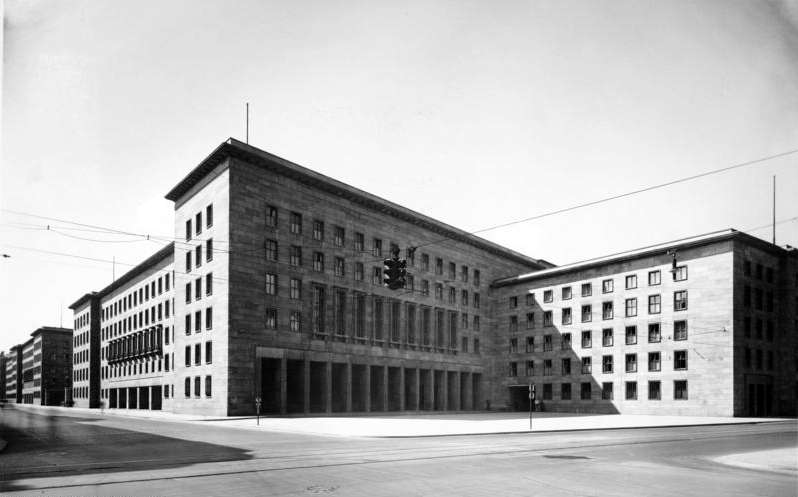
ドイツ航空省庁舎
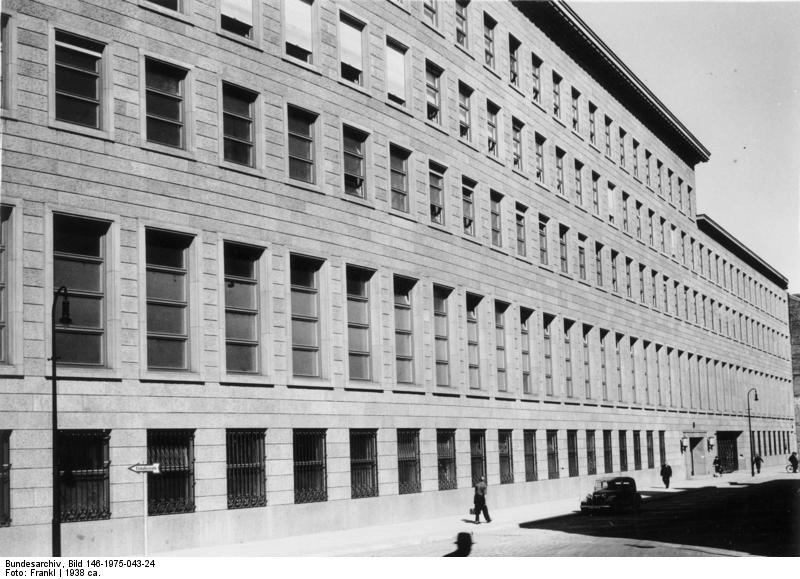
ライヒスバンク
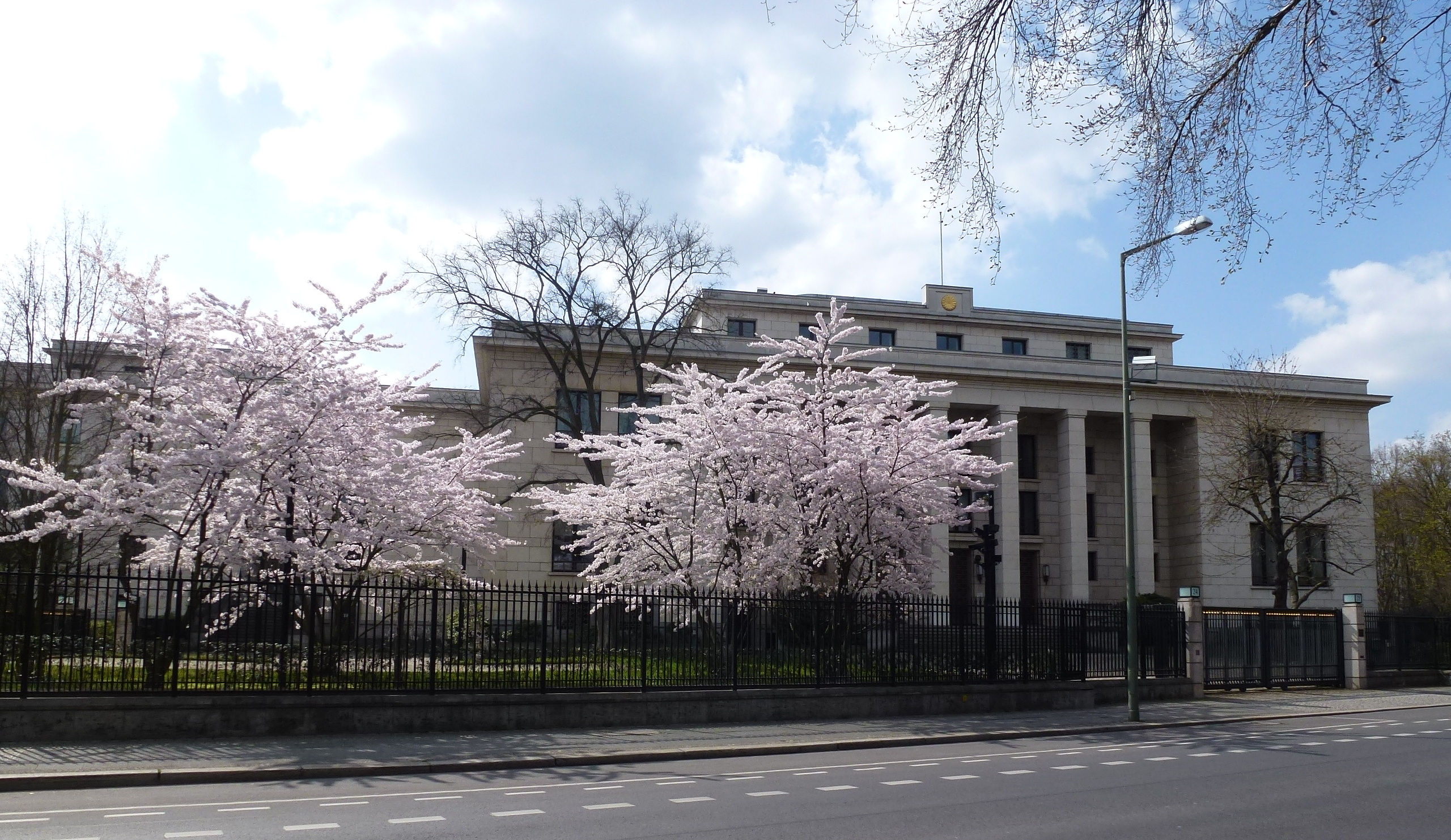
在ドイツ日本大使館
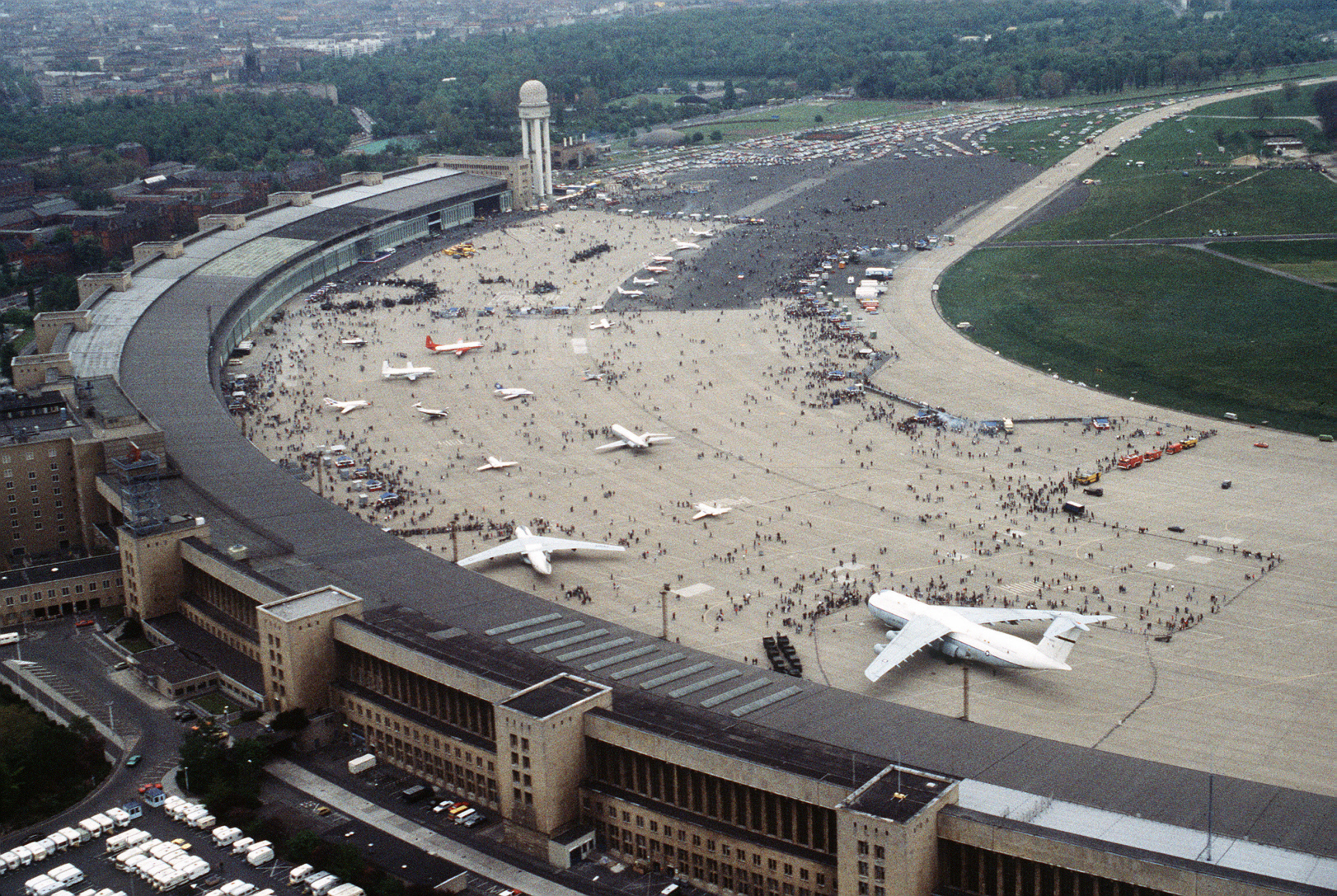
旧ベルリン・テンペルホーフ国際空港
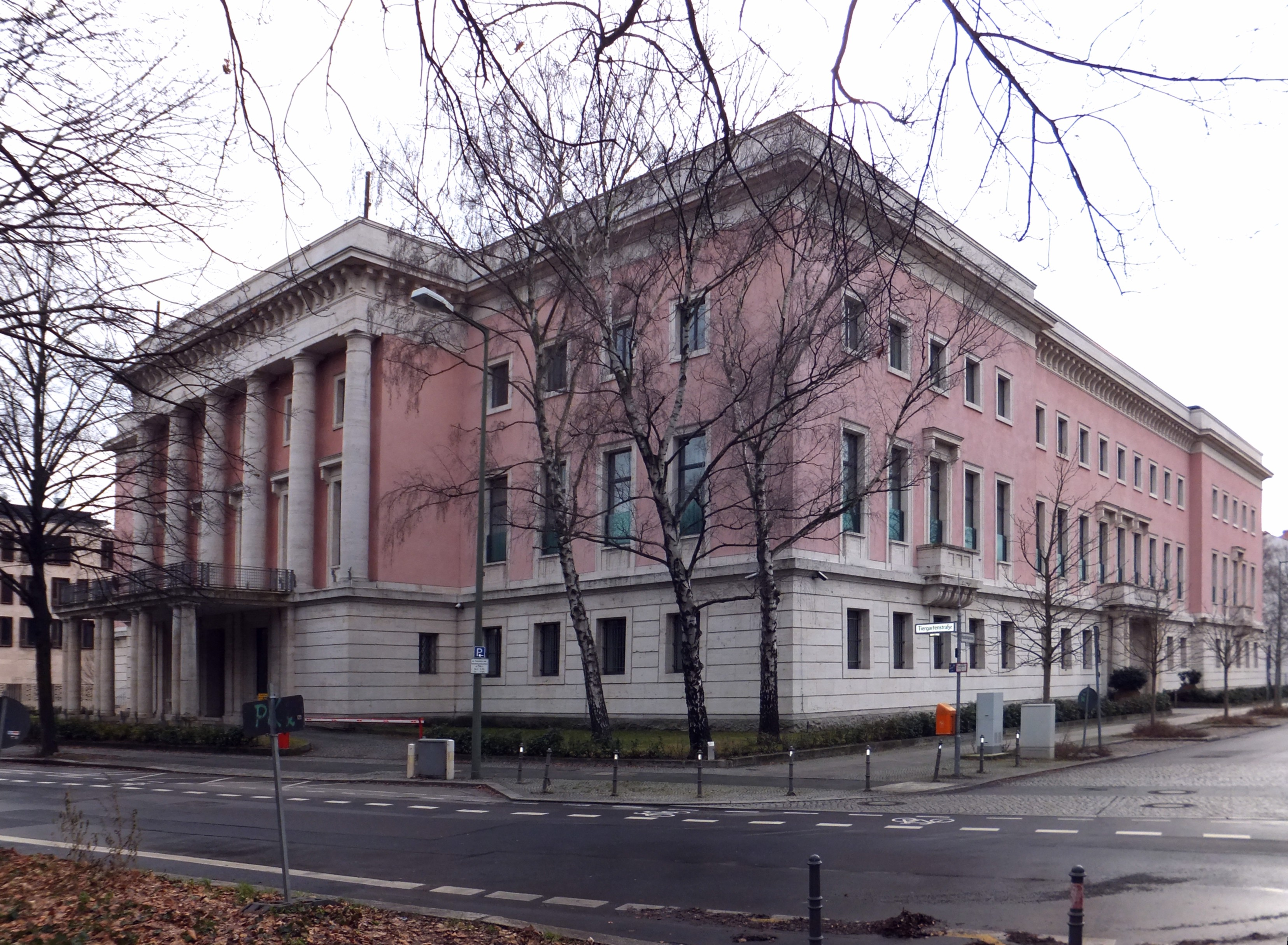
在ドイツイタリア大使館（ドイツ語版）
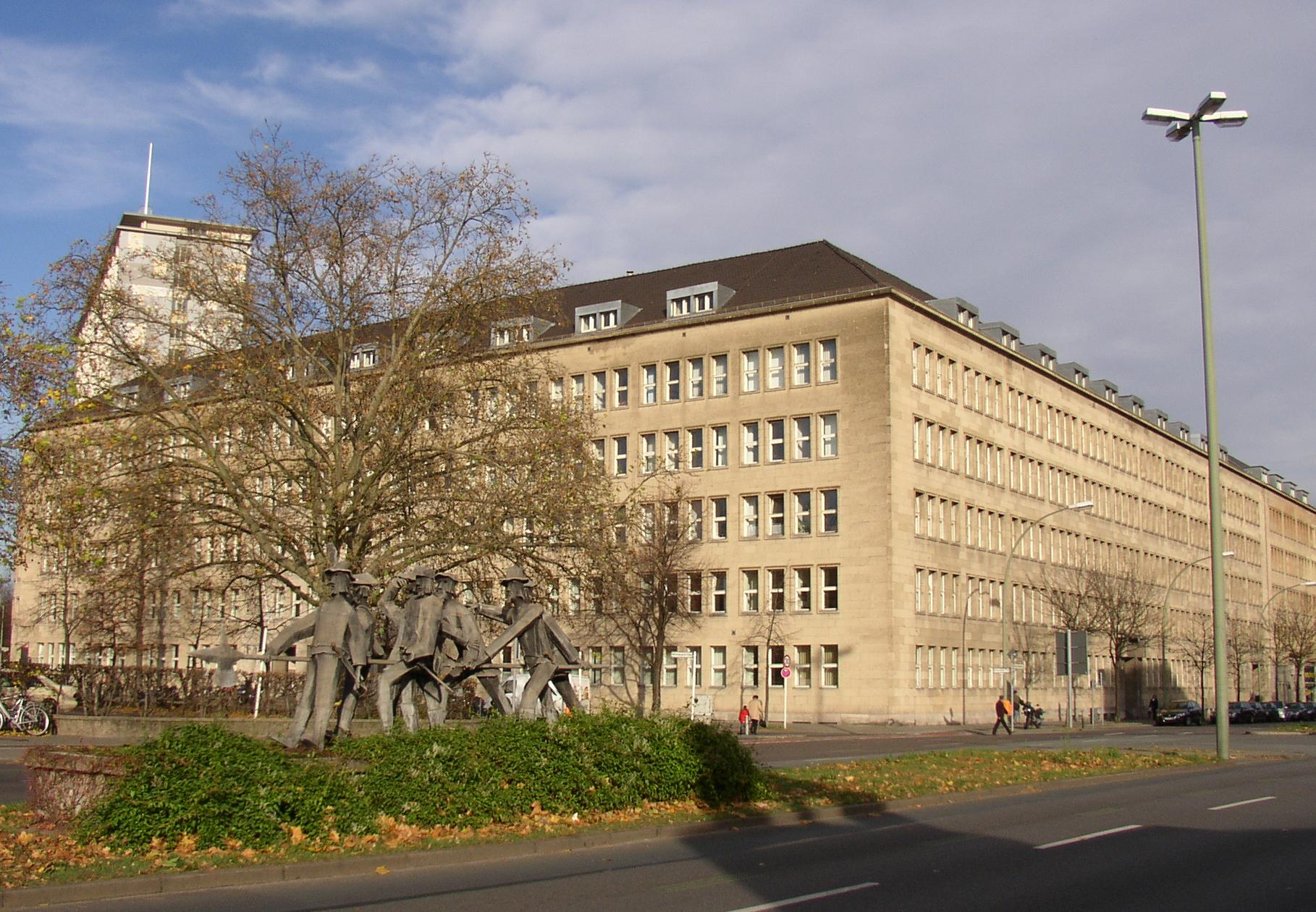
フェーアベリナー広場近くのビル

### 現存しない建物
- 新総統官邸(総統官邸 新館)

## ゲルマニアを扱った作品
- 小説・映画『ファーザーランド』 - 原作:ロバート・ハリス、映画作品名は『ファーザーランド～生きていたヒトラー～』（1994年）。ナチス関連の記録ドキュメンタリーや伝記作品の映像中で、縮尺ジオラマ模型のゲルマニアを眺めるヒトラーの様子が数多く登場しているが、本作ではドイツが第二次世界大戦で勝利した後の並行世界（1960年代後半）が舞台である為、制作当時の最新特撮技術「マットペインティング」を駆使してそこに実在する実物都市としてのゲルマニアの景観を随所で映像化している。
- 小説・TVドラマ『高い城の男』 - 原作:フィリップ・K・ディック、TVドラマ版は『高い城の男 (テレビドラマ)』。前述の『ファーザーランド』同様、本作でもドイツ（および日本・イタリア）が第二次世界大戦で勝利した後の並行世界（1962年）が舞台であり、最新の特撮技術「3次元コンピュータグラフィックス」を駆使した実物都市として映像化している。
- 小説『ヒトラーの建築家』 - 原作：東秀紀、NHK出版。
- ドキュメンタリー『失われた世界の謎』シリーズ 第6回『ヒトラーの巨大都市』（ヒストリーチャンネル）
- ドキュメンタリー『ナチスの素顔』シリーズ 第4回『ヒトラーの建築家』（ナショナルジオグラフィックチャンネル）
- ドキュメンタリー『ヒトラー完全ガイド』シリーズ 第6回『破滅へのカウントダウン』（ディスカバリーチャンネル）
- ドキュメンタリー『ナチス・ドイツの巨大建造物』シリーズ シーズン4（同シーズン公式HP） 第3回『プロパガンダ・マシーン (原題: Hitler's Propaganda Machine) 』（ナショナルジオグラフィックチャンネル）
- 漫画『月の海のるあ』 - 原作：野上武志、少年画報社。本作では全世界の1/3を統治する大ドイツ帝国の首都として登場する。ただし総統はヒトラーではなく、SSやナチズムも排斥されている模様。
- アニメ『終末のイゼッタ』 - 監督：藤森雅也、脚本：吉野弘幸。本作ではナチスドイツに酷似した（但し、一党独裁国家ではなく帝政親政軍事国家）ゲルマニア帝国の首都として登場する。
- 映画『アドルフの画集』 - 若かりし日の画家ヒトラーが、持ち歩いてるスケッチブックに夢想した都市風景・建造物（フォルクスハレの原型など）を描き溜め、友人になっていた富豪ユダヤ人画商に才能を認められる描写が登場する。
- アニメ『ストライクウィッチーズ』シリーズ シーズン3 『ストライクウィッチーズ ROAD to BERLIN』 第12回（最終話）「それでも私は守りたい」 - 敵生命体側の最終兵器として登場する。